# トパーズハチドリ亜科
トパーズハチドリ亜科は、鳥類アマツバメ目ハチドリ科の亜科である。